# Carl Ernst (Schauspieler)
Carl Ernst, auch Karl Ernst, eigentlich Ernst Christian Karl Schachlhuber (12. Juni 1846 in Stuttgart – 14. April 1906 in Mannheim), war ein deutscher Theaterschauspieler.

## Leben
Ein Carl Ernst war in den 1870er Jahren am Stadttheater Brünn beschäftigt; bei Stahl ist zu lesen: „Carl Ernst, der gesetzte Held, vom Wiener Carltheater kommend, war das Gegenteil dessen, was man damals mit der Lieblingsetikette eines „denkenden Schauspielers“ belegte. Er wußte vielleicht oft nicht einmal, was er eigentlich sagte.“
Carl Ernst war schon lange Zeit bühnentätig und wirkte an mehreren Stadttheatern; so gehörte er bereits von 1878 bis 1882 dem Ensemble des Nationaltheaters in Mannheim an. Im Jahr 1891 schiffte er sich nach Amerika ein und arbeitete für ein Jahr in New York am Deutschen Theater. Wieder nach Europa zurückgekehrt, wurde er 1893 Mitglied des Thaliatheaters in Hamburg und trat 1894 erneut in den Verband der Hofbühne Mannheim ein, wo er bis zu seinem Tode wirkte. Früher im Fach der Helden und Liebhaber erfolgreich tätig, war er nun „Heldenvater“ geworden. Er hatte Rollen in „Wallenstein“, „Erbförster“, „Lord Rochester“ etc.
Schachlhuber war in erster Ehe verheiratet mit Eugenie, geb. Casaty, und in zweiter Ehe mit Emilia, geb. Weber.
Ein anderer Carl Ernst (1878–1937) war ein Münchner Schauspieler und Schauspiellehrer.